# Юность (остров)
Ю́ность — речной остров. Находится в центре Иркутска посреди Ангары. На острове находится небольшой лесной массив. Популярное место отдыха. Остров соединён с берегом мостом. Площадь острова составляет 0,107 км².

## История
Зона отдыха на острове Юности была организована в 1960-х годах. Там появились пешеходные дорожки и пляж, были высажены деревья и кустарники. Были построены детский автодром, спортплощадки, спасательная станция и летняя эстрада.
В 2011 году появился проект благоустройства острова. Предполагается разделить его территорию на 3 зоны: культурно-развлекательную, спортивно-оздоровительную и торговую.

## Улица Остров Юность
Улица в Правобережном округе города Иркутска, расположенная на одноименном острове. Начинается от слияния бульвара Гагарина и улицы Кожова, заканчивается на территории острова. Длина улицы 1,3 км.
- № 2 — Аварийно-спасательная служба Иркутска
- № 3 — Детская Восточно-Сибирская железная дорога, комплекс зданий.